# PGT (기업)
주식회사 PGT는 2011년에 설립된 특수정밀화학소재 기업이다.

## 사업장 현황
- 본사: 경상북도 포항시 남구 철강산단로 284 (호동)
- 군산공장: 전북특별자치도 군산시 자유무역로 35
- 서울사무소: 서울특별시 서초구 법원로 2번길 21 칠보빌딩 504호
- 동탄연구소: 경기도 화성시 동탄기흥로 560 동익미라벨타워 1513~1514호